# المطویه (تونس)
المطویه (به عربی: المطویة) یک منطقهٔ مسکونی در تونس است که در استان قابس واقع شده‌است. المطویه ۲۰٬۶۴۸ نفر جمعیت دارد.